# Калабозос
Калабозос - голоценова кальдера в центральній частині Чилі (VII Регіон Мауле). Частина вулканічного сегменту чилійських Анд. Належить до Південної вулканічної зони, одного з трьох вулканічних поясів Південної Америки. Ця найактивніша частина Анд проходить уздовж західного кордону центрального Чилі і має у своєму складі понад 70 чилійських стратовулканів і вулканічних полів. Калабозос лежить у дуже віддаленому районі слабко покритих кригою гір.
Калабозос, як і більшість андських вулканів, утворився внаслідок субдукції океанічної плити Наска під континентальну Південноамериканську плиту. Кальдера лежить у перехідному регіоні між товстою і тонкою плитами і, ймовірно, постачається з басейну андезитової та ріолітової магми. Вона сидить на старовинному ложе з вулканічних і плутонічних осадових порід (гірських порід, що утворилися в надрах Землі), яке, в свою чергу, сидить на верхній частині шару об'єднаних осадових і метаморфічних порід.
Калабозос відповідає за утворення величезного вулканічного туфу Лома Сека, об'єм якого становить від 200 км³ до 500 км³. Цей туф накопичувався впродовж не менш як трьох еруптивних періодів, що почалися 800 000 років тому і тривали завершилися приблизно 150 000 років тому.
Розміри кальдери становлять 26 на 14 км, а її висота - 3508 м. Активність кальдери утворила багато інших стратовулканів, сформувавши таким чином складний вулкан.

## Географія і структура
Калабозос розташований у центральній частині Чилі (VII Регіон Мауле), поблизу Куріко і Талька, в Західних Андах. Це область слабко покритих льодовиками гір, де немає постійного населення. Дороги відсутні, а єдино можливий спосіб доступу - кіньми або пішки.
Належить до Південної вулканічної зони, одного з трьох вулканічних поясів Південної Америки. Ця найактивніша частина Анд проходить уздовж західного краю центрального Чилі і простягається на південь, переходячи через кордон з Аргентиною. До цього хребта належать принаймні 9 кальдерних комплексів з понад 70-ма чилійськими стратовулканами і вулканічними полями, які були активні в четвертинний період, і сотнями дрібних еруптивних центрів. Південна вулканічна зона є найбільш вулканічно-активним регіоном у Чилі і дає близько одного виверження на рік. Її найбільше історичне виверження відбулося в кратері Кісапу, розташованому за 15-20 км від північного схилу вершини Серро-Асуль, а її найактивніші вулкани -  Яйма та Вільяррика.
Калабозос є кільцеподібною кальдерою завдовжки 26 км, завширшки 14 км і заввишки 3508 м. Вулкани сформувалися внаслідок вивержень всередині кратеру. Найбільший, розташований на південному краю кальдери, це комплекс Голосене Серро-дель-Медіо, який здіймається на 3508 м. Він складається, головним чином, з андезиту і дациту, і має об'єм 20-25 км³. На південно-західному краю внаслідок кількох вивержень утворився вулкан Дескабесадо Чіко заввишки 3250 м, який складається з чотирьох вулканічних кратерів, що перекриваються. Останнє виверження відбулося в період Голоцену, і спричинило потік дацитової лави об'ємом 2,5 км³, яка розтеклась на ділянці завдовжки 30 км. Ще одним конусом у комплексі є Серро-Колорадо заввишки 2928 м.
Ближче до центру кальдери розташовані гарячі джерела, зокрема Кахон Лос Калабозос і Баньос де Льоллі. Вік джерел становить 300 000 років і вони могли утворитися безпосередньо після другого виверження Калабозос внаслідок тектонічного підйому, викликаного повторюваною активністю в кальдері. Джерела утворюють дві групи, Колорадо і Пуесто Калабозос, які розташовані вздовж краю розлому на південно-західному краю кальдери. За оцінками Гілдрет і співавт. (1983), Калабозос потенційно може бути джерелом геотермальної енергії.

## Геологія

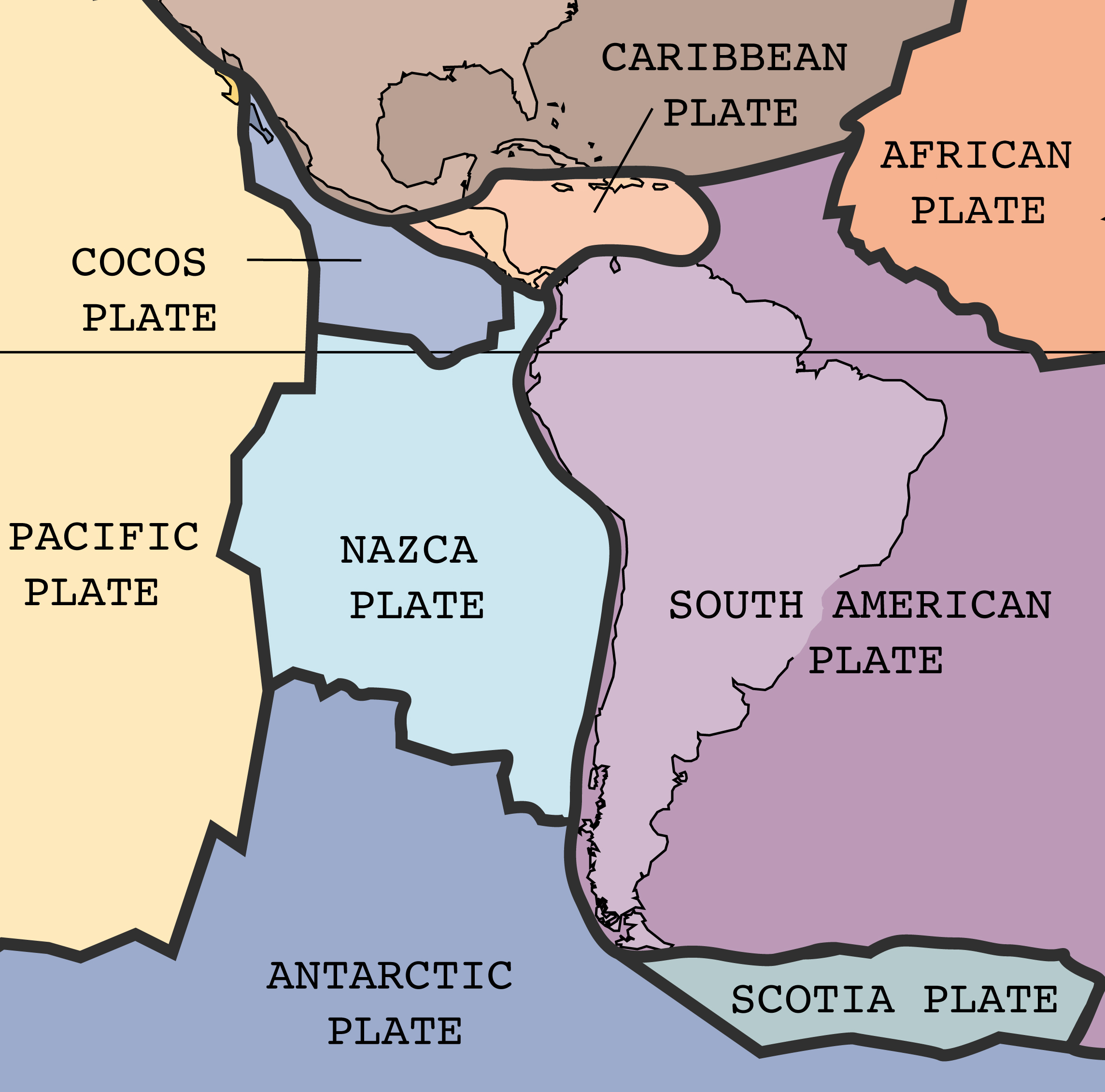
Субдукція плити Наска призвела до утворення Андського вулканічного поясу і Атакамської западини.

Субдукція східного краю плити Наска під західний край Південноамериканської плити відбувається приблизно  за 160 км на захід від Перу і Чилі, зі швидкістю від 9 до 11 см на рік на 30-му градусі південної широти. Цей процес субдукції призвів до формування Атакамської западини в Тихому океані. Він також утворив Андійський вулканічний пояс та решту Анд.
Калабозос є одним з 44 вулканів епохи голоцену, розташованих у центральній частині Чилі та Аргентині. Він входить до Південної вулканічної зони, найактивнішої частини чилійських Анд. Дату його останнього відомого виверження не встановлено точно, хоча відомо, що воно відбулося протягом Голоцену.
За даними калій-аргонової радіометрії геолог Роберт Едвард Дрейк встановив вік 66-ти подій у центральній частині Чилі, і розбив їх на групи в залежності від часу коли вони відбулись. 1976 року він опублікував статтю, в якій описав розташування кожної групи і західно-східний напрям руху вулканізму в хребті. 
На захід від чилійських Анд перебуває рання група вивержень, від Олігоцену і раннього Міоцену (33,3–20,2 млн років тому). Масштаб вивержень, які породили ці географічні об'єкти, залишається неясним. Далі на схід, у цьому хребті, була величезна кількість вивержень. Між 15,3 та 6,4 млн років тому відбувалась вулканічна діяльність у великих масштабах, потім інтенсивне утворення складок; цей процес потім повторився від 18,4 до 13.7 млн років тому під час Міоцену. Починаючи з 6,4 млн тому чилійські Анди були тихими, щоправда чи цей тихий період характерний для усіх Анд залишається невідомим. Вулкани в центральній частині Чилі активізувалися вчергове близько 2,5 млн років тому і вивергалися відтоді майже безперервно.

### Околиці
Калабозос лежить у районі між товстою і тонкою континентальною корою, а лава для його вивержень, ймовірно, надходить з басейну андезитової й ріолітової магми, який перебуває прямо під його кальдерою. Під кальдерою залягає шар пірокластичних осадових гірських порід з Мезозойської ери, які зрослися з інтрузивними і вулканічними породами Третинного періоду, над шаром Докембрійсько-Тріасових осадових і метаморфічних порід, що утворилися з пізніших плутонів (проникнень магми в земну кору). Під своїм північно-східним краєм Калабозос розрізаний направленим з півночі на південь сегментом осадових порід, який містить гіпсові і карбонатні породи.
Калабозос подібний за віком до вулканів Серро-Азуль і Дескабесадо Гранде, і його виверження можуть відповідати колишній активності обох вулканів. Продукти виверження дуже схожі за складом (зокрема мафічний андезит, агглютинати і дацит). Існує також схожість за розмірами (всі вони мають об'єм від 40 до 70 кубічних кілометрів).
Вулкан, як видається, є частиною розташованої з півночі на південь групи ріолітових, силіцитових четвертинних вулканів (зокрема вулканічне поле Пуельхе, Лагуна-дель-Моле і вулкан Домуйо), яка відходить від північно-північно-східного напрямку іншої частини Анд. Спрямоване формування цього поясу відповідає рухові fold-and-thrust в сусідньому скиді Маларгуе, який утворився в Третинному періоді й залишався активним до раннього Пліоцену або пізнього Міоцену. Таким чином, можна припустити, що активність Калабозос більше залежить від локальних процесів, ніж від субдукції плити Наска.

### Геологічний літопис
У порівнянні з добре збереженими породами сухої, центральної частини Анд, літопис, що визначає південний сектор, погано зберігся. Залишків міоценових і четвертинних вивержень у центральній частині виразно збереглися у літописі порід. Шари попелу  становлять до 40 відсотків усього матеріалу виверження в цій області, наводячи на думку, що пірокластичні виверження були досить важливими в цей час. Вивчаючи швидкість виверження окремих вулканів, Хілдрет і співавт. прийшли до висновку, що подібні обсяги попелового вулканізму мали місце і в південному секторі. Їх дослідження встановило, що, зокрема, силіцитова зола відсутня в літописі, і прийшли до висновку, що ерозія, ймовірно, зруйнувала осадження вулканічних порід.
У той час як вулканічна історія району сягає корінням значно далі, найраніші події в регіоні, які можна точно розпізнати, фіксуються в пірокластичній формації Кампанаріо. Ця послідовність, здається, почалася в Лагуна-де-ла-Інвернада і тривала від 15 до 6 млн років тому. Залишки виходів магми, віком 7 млн років можна знайти в озері (Лагуна-де-ла-Інвернада).
Найнедавніша вулканічна фаза почалася близько 4 млн років тому, у формі переважно андезитових вивержень. Серія вивержень створила велике лавове плато і простяглася на території, де нині лежить Калабозос. Локально, це плато складалося з мафічного андезиту з олівіном, які з часом зібралися, сформувавши шари завтовшки від 300 до 500 м. Сусідні вулкани сидять на лаві віком 2 млн років, яка сформувалась у цей період, тоді як туф Лома Сека лежить на андезитових відкладеннях від Дескабесадо Гранде.

### Склад
Калабозос лежить між двома різними типами вулканізму — на північ від нього андезит і ріоліт є основними складовими лави, тоді як його південні сусіди складаються з більш мафічних андезиту та базальту. Калабозос переважно складається з базальтового андезиту і ріодациту, утворюючи вапняно-лужний покрив, багатий калієм. Його лаву пронизують фенокристали, які становлять від 2 до 25 відсотків маси. Ці фенокристали зазвичай складаються з плагіоклазу, а також містять клінопіроксен, ортопіроксен, ільменіт, апатит і титаномагнетит.

## Клімат і рослинність
Річна кількість опадів у цій місцевості становить у середньому 134 см, коливаючись в окремі роки від 50 до 225 см. Опади в травні-серпні (переважно сніг) зазвичай становлять від 20 до 35 сантиметрів, опускаючись до рівня нижче одного сантиметра влітку. Температура також варіюється, піднімаючись до 25 градусів за Цельсієм влітку, але опускаючись нижче точки замерзання на великих висотах (вище 2500 м).
Рослинність в цьому районі рідкісна. Виверження 1932 року кратера Кісапу, який належить до Серро Асуль значно зменшили площу ґрунту, перетворивши його на пемзову пустелю. Вище 1200 м рослинність стає ще більш рідкісною.

## Історія вивержень

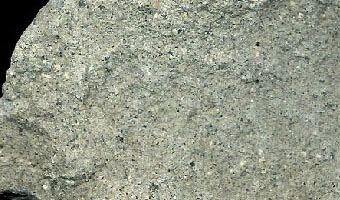
Туфові виверження Калабозоса були переважно ріодацитовими і дацитовими за природою.

За часів пізнього Плейстоцену, відбулись виверження Калабозоса туфом, що складається здебільшого з ріодациту і дациту. Три окремі виверження відбулися протягом останнього мільйона років. Шари попелу, що залишилися від усіх вивержень разом становлять за об'ємом від 200 до 500 км³ і відомі як туф Лома Сека.
Перше виверження, яке відбулося 800 000 років тому, відрізнялося від пізніших тим, що в його продуктах не було сплощених чечевичок (лінзоподібних пластинок з мінералів або породи, вкраплених у породу). Цей туф здебільшого вкраплений плагіоклазовими фенокристалами, які становлять від менш як 5 до приблизно 15 відсотків маси кожної частинки. Після виверження матеріал осів у глибоких ущелинах, де зазнав зледеніння. Це вирізьбило скелі заввишки до 100 м. Туф обмежений лише кількома кілометрами навколо комплексу.
300 000 років тому відбулося друге виверження, найбільше. Його об'єм становив, ймовірно, між 250 і 300 км³ і виходив за межі кальдери, вздовж прилеглих передгір'їв. За межами кальдери продукти виверження бідні на фенокристали (на відміну від першого виверження). Натомість вони багаті на літичний матеріал, який становить до 10 відсотків породи (50 відсотків біля основи кальдери). Перший попіл осідав і накопичувався в шарах, які утворювалися швидко і були стійкими до ерозії, але лише частково злилися докупи. Однак, крім цих базальних шарів і тонких зон, де попіл девітріфувався (втратив властивості скла і став крихким), весь шар злитий разом. Всередині Калабозоса попіл не зазнав зварювання і містить більше фенокристалів. Замість цього, ерозія вгризлася в нього його, у вигляді кислотного вилуговування, і зруйнувала більшу частину його пемзи. Проте шар породи містить все ще від п'яти до 30 відсотків фенокристалів, а також має високий рівень девітріфікації та літичних матеріалів.
Відмінності між цими двома осадами викликані кількома чинниками, включаючи час виверження і розташування. Матеріал всередині кальдери має бути молодшим і походить від басейну магми, яка мала більші кристали. Його значну ерозію можна пояснити наявністю гідротермальних джерел, а його високий рівень літичності, ймовірно, походить від впливу породи яка лежала поруч після виверження, поки осад зазнав просідання, або це результат тривалого, повільного формування. Будь-якою з цих причин можна також ефективно пояснити погане перемішування лав.

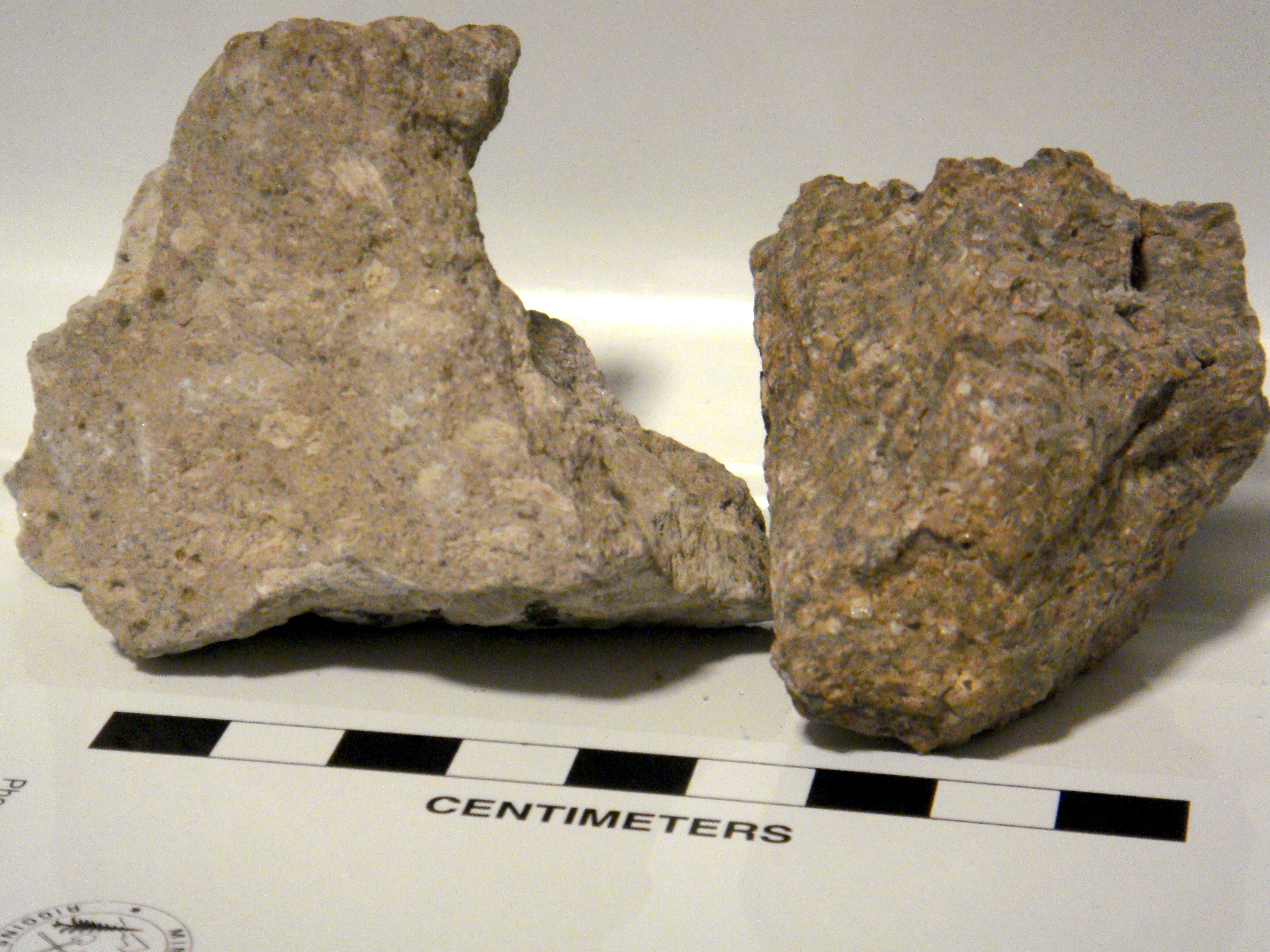
Третє виверження було багате на (праворуч), і матеріали з великими фенокристалами.

Активність тривала протягом приблизно 150 000 років у вигляді тихих андезитових вивержень, поки відбувалося зледеніння. Близько 150 000 років тому відбувся третій і останній викид попелу. Маючи об'єм від 175 до 250 км³, воно було меншим, але проходило за схожим сценарієм і мало набагато густіше зварений туф. Найбільша товщина попелу була на Лома Сека 300 м, а верхня частина осаду зазнала ерозії. Він густо зварений у тріщинах, але не в тонких, 50 м, шарах, де більша частина матеріалу зварена слабко або не зварена зовсім.
Перші шари останнього осаду являли собою чергування поясів матеріалу світлого і темного кольору, і були щільно зварені. Ймовірно, вони вивергалися імпульсами, і тягнулися на сотні метрів. Осадження було безперервним, за винятком одного переривання, яке можна помітити поблизу від кальдери, де шари замінюються тонкими, незвареними листами лави. Інша зона незвареного матеріалу, близько 20 м і поряд з каньйоном Лос-Калабозос, не зазнала ерозії, а це наводить на думку, що активність припинилася, а потім почалася знову.
Третій шар туфу має велику кількість ф'ямме і відрізняється від другого тим, що має вищий вміст фенокристалів, але бідний на літичні матеріали. Вкраплення фенокристалів у ф'ямме становлять від 5 до 15 відсотків породи, збільшуючись до 25 до 30 відсотків біля кальдери. У молодших відкладеннях помітний клінопіроксен поряд зі збільшенням мафічного вмісту.

## Загрози
Калабозос розташований у південній частині вулканічної зони, яка містить потенційно небезпечні і активні вулкани, такі як Серро-Гадсон, Льяйма і Вільяррика. Вільяррика і Льяйма разом мають понад 80 зафіксованих епізодів вулканізму починаючи з 1558 року, а щонайменше 40 вулканів Південної вулканічної зони мали виверження в епоху Голоцену.
Віддаленість Калабозо означає, що він не становить великої загрози для людей, але в разі необхідності зусилля з надання надзвичайної допомоги можуть бути організовані. Вулканічна програма допомоги (VDAP), яку організовано у відповідь на знамените виверження вулкану Невадо-дель-Руїс у Колумбії, врятувала життя після виверження гори Гадсон у Чилі, допомігши організувати евакуацію. Команда заявила, що її метою є "зниження кількості смертей і економічних втрат, викликаних виверженнями, у країнах, що розвиваються". Команда складається з різних відділень USGS, таких як Cascades Volcano Observatory, яка відповідальна за моніторинг гори Сент-Хеленс і має обладнання для відстеження будь-якого вулкана, що дозволяє своєчасно прогнозувати виверження вулканів і евакуювати прилеглі будинки.

## примітки
1. 1 2 3 4  Calabozos. Global Volcanism Program. Смітсонівський інститут. Процитовано 15 січня 2011. (англ.)
2. 1 2  Hildreth et al. (1984), p. 45.
3. 1 2 3 4  Hildreth et al. (1984), p. 47.
4. 1 2  Stern et al. (2007), pp. 154–156.
5. 1 2 3  Калабозос: Synonyms and Subfeatures. Global Volcanism Program. Smithsonian Institution. Архів оригіналу за 5 серпня 2011. Процитовано 15 січня 2011.
6. 1 2  Grunder et al. (1987), p. 289.
7. ↑  Hildreth et al. (1984), p. 53.
8. ↑  Volcanoes of South America: Highlights. Global Volcanism Program. Smithsonian Institution. Архів оригіналу за 14 травня 2011. Процитовано 16 січня 2011.
9. ↑  Volcanoes of South America: Central Chile and Argentina. Global Volcanism Program. Smithsonian Institution. Архів оригіналу за 10 січня 2011. Процитовано 16 січня 2011.
10. ↑  Drake, Robert E.; Curtis, Garniss; Vergara, Mario (November 1976). Potassium-argon dating of igneous activity in the central Chilean Andes – latitude 33°S. Journal of Volcanology and Geothermal Research. 1 (3): 285—295. Bibcode:1976JVGR....1..285D. doi:10.1016/0377-0273(76)90012-3.
11. ↑  Grunder (1988), p. 71.
12. 1 2  Grunder (1987), p. 72.
13. ↑  Hildreth et al. (1984), p. 51.
14. ↑  Hildreth, Wes; Fierstein, Judy; Godoy, Estanislao; Drake, Robert E.; Singer, Brad (December 1999). The Puelche Volcanic Field: extensive Pleistocene rhyolite lava flows in the Andes of central Chile. Revista geológica de Chile. 26 (2). doi:10.4067/S0716-02081999000200008. Архів оригіналу за 7 липня 2011. Процитовано 26 лютого 2011.
15. 1 2  Hildreth et al. (1984), p. 48.
16. ↑  Grunder and Mahood (1988), p. 831.
17. 1 2  Hildreth et al. (1984), p. 49.
18. ↑  Hildreth et al. (1984), p. 50.
19. ↑  Topinka, Lyn (4 березня 2002). Description: Chile Volcanoes and Volcanics. United States Geological Survey. Архів оригіналу за 4 вересня 2013. Процитовано 25 лютого 2010.
20. ↑  Topinka, Lyn (21 березня 2001). The USGS/OFDA Volcano Disaster Assistance Program. United States Geological Survey. Архів оригіналу за 27 травня 2010. Процитовано 25 лютого 2010.